# Canavalia munroi
Canavalia munroi là một loài thực vật có hoa trong họ Đậu. Loài này được (Degener & Degener) St.John miêu tả khoa học đầu tiên.